# ITF Women’s World Tennis Tour 2019 (Oktober–Dezember)
In den folgenden Tabellen werden die Tennisturniere des vierten Quartals der ITF Women’s World Tennis Tour 2019 dargestellt.

## Turnierplan
| Kategorien            | Kategorien           |
| World Tennis Tour 25+ | World Tennis Tour 15 |
| --------------------- | -------------------- |
| W100                  | —                    |
| W80                   | —                    |
| W60                   | —                    |
| W25                   | —                    |
| —                     | W15                  |

### Oktober
| Datum 1 | Turnierort                                         | Siegerin Einzel           | Siegerinnen Doppel                            |
| ------- | -------------------------------------------------- | ------------------------- | --------------------------------------------- |
| 07.10.  | Toowoomba                                          | Maddison Inglis           | Abbie Myers Belinda Woolcock                  |
| 07.10.  | Cherbourg-en-Cotentin                              | Océane Dodin              | Naomi Broady Samantha Murray                  |
| 07.10.  | Santa Margherita di Pula                           | Nadia Podoroska           | Amina Anschba Anastasia Dețiuc                |
| 07.10.  | Makinohara                                         | Paula Badosa Gibert       | Eudice Chong Aldila Sutjiadi                  |
| 07.10.  | Lagos                                              | Sada Nahimana             | Rutuja Bhosale Laura Pigossi                  |
| 07.10.  | Riba-roja de Túria                                 | Andrea Lázaro García      | Lara Arruabarrena Sara Errani                 |
| 07.10.  | Hilton Head Island                                 | Marina Melnikowa          | Anna Danilina Ingrid Neel                     |
| 07.10.  | Claremont                                          | Katie Swan                | Jacqueline Cako Angelina Gabujewa             |
| 07.10.  | Buenos Aires                                       | Guillermina Naya          | Candela Bugnon Guillermina Naya               |
| 07.10.  | Scharm asch-Schaich                                | Justina Mikulskytė        | Dasha Ivanova Justina Mikulskytė              |
| 07.10.  | Telawi                                             | Oana Georgeta Simion      | Oana Georgeta Simion Anna Sisková             |
| 07.10.  | Hua Hin                                            | Wong Hong-yi              | Patcharin Cheapchandej Punnin Kovapitukted    |
| 07.10.  | Tabarca                                            | Julija Stamatowa          | Martina Colmegna Aurora Zantedeschi           |
| 07.10.  | Antalya                                            | Marija Tkatschowa         | Eva Vedder Stéphanie Visscher                 |
| 14.10.  | Suzhou ITF WTT W100 Suzhou 2019                    | Peng Shuai                | Jiang Xinyu Tang Qianhui                      |
| 14.10.  | Székesfehérvár                                     | Nicoleta-Cătălina Dascălu | Irina Bara Maryna Zanevska                    |
| 14.10.  | Hamamatsu                                          | Eri Hozumi                | Eudice Chong Aldila Sutjiadi                  |
| 14.10.  | Lagos                                              | Riya Bhatia               | Rutuja Bhosale Laura Pigossi                  |
| 14.10.  | Sevilla                                            | Arantxa Rus               | Marie Benoît Julia Wachaczyk                  |
| 14.10.  | Waco                                               | Fernanda Contreras Gómez  | Vladica Babić Anna Danilina                   |
| 14.10.  | Florence                                           | Claire Liu                | Emina Bektas Tara Moore                       |
| 14.10.  | Scharm asch-Schaich                                | Dasha Ivanova             | Wiktoryja Kanapazkaja Kazjaryna Paulenka      |
| 14.10.  | Telawi                                             | Darja Kudaschowa          | Margarita Lasarewa Oana Georgeta Simion       |
| 14.10.  | Metepec                                            | Sarah Lee                 | Sarah Lee Amber Washington                    |
| 14.10.  | Hua Hin                                            | Moyuka Uchijima           | Tamachan Momkoonthod Watsachol Sawatdee       |
| 14.10.  | Tabarca                                            | Nefisa Berberović         | Nefisa Berberović Silvia Njirić               |
| 14.10.  | Antalya                                            | Magdaléna Pantůčková      | Mariana Dražić Lina Gjorcheska                |
| 21.10.  | Székesfehérvár Kiskút Open II 2019                 | Danka Kovinić             | Georgina García Pérez Fanny Stollár           |
| 21.10.  | Poitiers Internationaux Féminins de la Vienne 2019 | Nina Stojanović           | Amandine Hesse Harmony Tan                    |
| 21.10.  | Macon Mercer Tennis Classic 2019                   | Katerina Stewart          | Usue Maitane Arconada Caroline Dolehide       |
| 21.10.  | Bendigo                                            | Lizette Cabrera           | Maddison Inglis Kaylah McPhee                 |
| 21.10.  | Saguenay                                           | Indy de Vroome            | Mélodie Collard Leylah Fernandez              |
| 21.10.  | Nanning                                            | Kathinka von Deichmann    | Xenija Laskutowa Raluca Șerban                |
| 21.10.  | Cúcuta                                             | Allie Kiick               | Carolina M. Alves Renata Zarazúa              |
| 21.10.  | Istanbul                                           | Kamilla Rachimowa         | Richèl Hogenkamp Lesley Pattinama Kerkhove    |
| 21.10.  | Dallas                                             | Jamie Loeb                | Olivia Tjandramulia Marcela Zacarías          |
| 21.10.  | Scharm asch-Schaich                                | Wiktoryja Kanapazkaja     | Weronika Falkowska Martyna Kubka              |
| 21.10.  | Metepec                                            | Caroline Roméo            | Sarah Lee Sabastiani Leon                     |
| 21.10.  | Oslo                                               | Jekaterina Kasionowa      | Jekaterina Kasionowa Anna Popescu             |
| 21.10.  | Lousada                                            | Francisca Jorge           | Celia Cerviño Ruiz Ángeles Moreno Barranquero |
| 21.10.  | Stockholm                                          | Julie Gervais             | Fanny Östlund Alina Silitsch                  |
| 21.10.  | Tabarca                                            | Hanna Posnichirenko       | Nefisa Berberović Silvia Njirić               |
| 21.10.  | Antalya                                            | Darja Kruschkowa          | Mira Antonitsch Gabriella Taylor              |
| 21.10.  | Austin                                             | Bianca Turati             | Anna Turati Bianca Turati                     |
| 28.10.  | Tyler RBC Pro Challenge 2019                       | Mandy Minella             | Beatrice Gumulya Jessy Rompies                |
| 28.10.  | Playford                                           | Storm Sanders             | Asia Muhammad Storm Sanders                   |
| 28.10.  | Toronto                                            | Francesca Di Lorenzo      | Robin Anderson Jessika Ponchet                |
| 28.10.  | Liuzhou                                            | Zhu Lin                   | Jiang Xinyu Tang Qianhui                      |
| 28.10.  | Nantes                                             | Cristina Bucșa            | Oqgul Omonmurodova Ekaterine Gorgodse         |
| 28.10.  | Asunción                                           | Elisabetta Cocciaretto    | Andrea Gámiz Georgina García Pérez            |
| 28.10.  | Petingen                                           | Arantxa Rus               | Laura-Ioana Paar Julia Wachaczyk              |
| 28.10.  | Bogotá                                             | Dasha Ivanova             | Alessandra Simone Tina Nadine Smith           |
| 28.10.  | Scharm asch-Schaich                                | Sandra Samir              | Federica Prati Sandra Samir                   |
| 28.10.  | St. Ulrich                                         | Claudia Giovine           | Klára Hájková Aneta Laboutková                |
| 28.10.  | Cancún                                             | Adrienn Nagy              | Madison Appel Elle Christensen                |
| 28.10.  | Lousada                                            | Celia Cerviño Ruiz        | Francisca Jorge Olga Parres Azcoitia          |
| 28.10.  | Stockholm                                          | Anastasia Kulikova        | Margarita Ignatjeva Jekaterina Kasionowa      |
| 28.10.  | Tabarca                                            | Hanna Posnichirenko       | Hanna Posnichirenko Julyette Steur            |
| 28.10.  | Antalya                                            | Darja Kruschkowa          | Wiktorija Michailowa Marija Tkatschowa        |

### November
| Datum 1 | Turnierort                            | Siegerin Einzel             | Siegerinnen Doppel                            |
| ------- | ------------------------------------- | --------------------------- | --------------------------------------------- |
| 04.11.  | Shenzhen Shenzhen Longhua Open 2019   | Zhu Lin                     | Nao Hibino Makoto Ninomiya                    |
| 04.11.  | Colina                                | Elisabetta Cocciaretto      | Hayley Carter Luisa Stefani                   |
| 04.11.  | Las Vegas                             | Mayo Hibi                   | Wolha Hawarzowa Mandy Minella                 |
| 04.11.  | Saint-Étienne                         | Ana Bogdan                  | Marina Melnikowa Laura-Ioana Paar             |
| 04.11.  | Hua Hin                               | Lesley Pattinama Kerkhove   | Georgia Crăciun Eva Guerrero Álvarez          |
| 04.11.  | Malibu                                | Bianca Turati               | Dalma Gálfi Kimberley Zimmermann              |
| 04.11.  | Scharm asch-Schaich                   | Lee Pei-chi                 | Lee Pei-chi Ana Bianca Mihăilă                |
| 04.11.  | Pärnu                                 | Elena Malygina              | Suzan Lamens Anastassija Pribylowa            |
| 04.11.  | Iraklio                               | Lisa Pigato                 | Noelia Bouzo Zanotti Noelia Zeballos          |
| 04.11.  | Guatemala                             | Caroline Roméo              | Melissa Morales Andrea Weedon                 |
| 04.11.  | Solarino                              | Bojana Klincov              | Isabelle Haverlag Anna Popescu                |
| 04.11.  | Cancún                                | María José Portillo Ramírez | Shavit Kimchi Adrienn Nagy                    |
| 04.11.  | Monastir                              | Lucrezia Stefanini          | Angelica Raggi Carla Touly                    |
| 04.11.  | Antalya                               | Shiho Akita                 | Johana Marková Nika Radišić                   |
| 11.11.  | Tokio Ando Securities Open Tokyo 2019 | Zhang Shuai                 | Choi Ji-hee Han Na-lae                        |
| 11.11.  | Minsk                                 | Anastassija Sacharowa       | Wiktorija Kan Anna Morgina                    |
| 11.11.  | Gwalior                               | Lu Jiajing                  | Mana Kawamura Funa Kozaki                     |
| 11.11.  | Hua Hin                               | Lesley Pattinama Kerkhove   | Lesley Pattinama Kerkhove Tamarine Tanasugarn |
| 11.11.  | Orlando                               | Arantxa Rus                 | Katharine Fahey Stephanie Wagner              |
| 11.11.  | Scharm asch-Schaich                   | Lee Pei-chi                 | Aleksandra Pitak Katarzyna Pitak              |
| 11.11.  | Iraklio                               | Daniela Vismane             | Ani Amiraghjan Julija Stamatowa               |
| 11.11.  | Solarino                              | Tayisiya Morderger          | Tayisiya Morderger Yana Morderger             |
| 11.11.  | Cancún                                | Raphaëlle Lacasse           | Maya Tahan Eva Vedder                         |
| 11.11.  | Monastir                              | Carole Monnet               | Nadia Echeverría Alam Justina Mikulskytė      |
| 11.11.  | Antalya                               | İpek Öz                     | Johana Marková Nika Radišić                   |
| 18.11.  | Bhopal                                | Chihiro Muramatsu           | Rutuja Bhosale Emily Webley-Smith             |
| 18.11.  | Solarino                              | Giulia Gatto-Monticone      | Tayisiya Morderger Yana Morderger             |
| 18.11.  | Naples                                | Seone Mendez                | María José Portillo Ramírez Gabriela Talabă   |
| 18.11.  | Tucson                                | Hailey Baptiste             | Doppelbewerb im Halbfinale abgebrochen        |
| 18.11.  | Scharm asch-Schaich                   | Lee Pei-chi                 | Jeong Yeong-won Lee Eun-hye                   |
| 18.11.  | Iraklio                               | Darja Astachowa             | Alba Carrillo Marín Celia Cerviño Ruiz        |
| 18.11.  | Cancún                                | Taylor Ng                   | Júlia Konishi Camargo Silva Taylor Ng         |
| 18.11.  | Monastir                              | Carole Monnet               | Tamara Čurović Carole Monnet                  |
| 18.11.  | Antalya                               | Lina Gjorcheska             | Haine Ogata Aiko Yoshitomi                    |
| 25.11.  | Solarino                              | Indy de Vroome              | Tayisiya Morderger Yana Morderger             |
| 25.11.  | Milovice                              | Kaia Kanepi                 | Alexandra Pospelowa Anastassija Tichonowa     |
| 25.11.  | Kairo                                 | Marion Viertler             | Sofia Dmitrijewa Vitalia Stamat               |
| 25.11.  | Iraklio                               | Darja Astachowa             | Ilinca Dalina Amariei Alessia Beatrice Ciucă  |
| 25.11.  | Nonthaburi                            | Himeno Sakatsume            | Sarah Lee Mara Schmidt                        |
| 25.11.  | Monastir                              | Carole Monnet               | Tamara Čurović Marija Tkatschowa              |
| 25.11.  | Antalya                               | Lina Gjorcheska             | Quirine Lemoine Gabriella Mujan               |

### Dezember
| Datum 1 | Turnierort                             | Siegerin Einzel                                                      | Siegerinnen Doppel                       |
| ------- | -------------------------------------- | -------------------------------------------------------------------- | ---------------------------------------- |
| 02.12.  | Solapur                                | Ankita Raina                                                         | Ulrikke Eikeri Ankita Raina              |
| 02.12.  | Jablonec nad Nisou                     | Elena Malygina                                                       | Jana Jablonovská Nikola Tomanová         |
| 02.12.  | Kairo                                  | Oana Georgeta Simion                                                 | Joëlle Steur Julyette Steur              |
| 02.12.  | Iraklio                                | Laura Schaeder                                                       | Dorka Szabo Laura Svatíková              |
| 02.12.  | Cancún                                 | Marcela Zacarías                                                     | Eduarda Piai Marcela Zacarías            |
| 02.12.  | Nonthaburi                             | Nigina Abduraimova                                                   | Mana Kawamura Funa Kozaki                |
| 02.12.  | Monastir                               | Anastasia Kulikova                                                   | Yasmine Mansouri Marie Mettraux          |
| 02.12.  | Antalya                                | Leonie Küng                                                          | Georgia Crăciun Ioana Gașpar             |
| 02.12.  | Norman                                 | Kennedy Shaffer                                                      | Lisa Mays Nell Miller                    |
| 09.12.  | Dubai Al Habtoor Tennis Challenge 2019 | Ana Bogdan                                                           | Lucie Hradecká Andreja Klepač            |
| 09.12.  | Pune                                   | Emma Raducanu                                                        | Ulrikke Eikeri Jekaterina Jaschina       |
| 09.12.  | Kairo                                  | Oana Georgeta Simion                                                 | Marija Marfutina Oana Georgeta Simion    |
| 09.12.  | Monastir                               | Yuriko Miyazaki                                                      | Mariana Dražić Malene Helgø              |
| 09.12.  | Antalya                                | Einzelbewerb nach dem Viertelfinale wegen Schlechtwetter abgebrochen | Doppelbewerb abgesagt                    |
| 09.12.  | Iraklio                                | Chiara Scholl                                                        | Stela Peewa Chiara Scholl                |
| 09.12.  | Cancún                                 | Nika Kuchartschuk                                                    | Madison Appel Elle Christensen           |
| 16.12.  | Navi Mumbai                            | Barbara Haas                                                         | Lee Pei-chi Wu Fang-hsien                |
| 16.12.  | Monastir                               | Ilona Georgiana Ghioroaie                                            | Yvonne Cavalle-Reimers Bojana Marinković |
| 16.12.  | Antalya                                | Polina Kudermetowa                                                   | Georgia Crăciun Başak Eraydın            |
| 30.12.  | Hongkong                               | Sarina Dijas                                                         | Eudice Chong Wu Fang-hsien               |